# Karl Heinrich Greune
Karl Heinrich Greune (bekannt als KH Greune; * 7. Januar 1933 in Braunschweig; † 28. Dezember 2023) war ein deutscher Maler und Grafiker.

## Leben und Wirken
Greune studierte ab 1952 an der Werkkunstschule Braunschweig und von 1953 bis 1959 an der Kunstakademie Düsseldorf als Meisterschüler von Ferdinand Macketanz und Otto Coester. Stipendien und Einladungen zu teilweise längeren Arbeitsaufenthalten, die seine künstlerische Entwicklung mitprägten, führten ihn nach Japan, in die VR China, nach Israel und Mexiko.
Von 1966 bis 1998 war er Professor für Malerei an der Hochschule für Künste Bremen. Zu seinen Schülern gehören Jobst von Berg, Jens Bommert, Jörn-Peter Dirx, Thomas Hartmann, Jimmi D. Paesler, Rainer Söhl und Peter-Jörg Splettstößer.
KH Greune war Mitglied des Deutschen Künstlerbundes. Er lebte und arbeitete in Bremen.

## Auszeichnungen
- 1988: Internationaler Graphik-Preis für Holzschnitt

## Ausstellungen
- 1981: Raumformulierungen. mit Peter-Joerg Splettstoesser, Städtische Kunstsammlung Gelsenkirchen
- 1996: Aufbruch einer Szene. Bremen 1963–1967. Städtische Galerie Bremen
- 2005: Studien zur Ikonographie. mit Wolfgang Zach, Gesellschaft für Aktuelle Kunst[3]
- 2008: Chronochromie. Große Kunstschau Worpswede[4]

## Arbeiten im öffentlichen Raum
- 1965: Transfiguration, Kunsthalle Bremen, 180 × 125 cm, Acryl auf Leinwand[5]
- 1978: Diskontinuum (Revolution), Kunsthalle St. Annen, 180 × 250 cm, Acryl auf Leinwand[6]